# 로톤디
로톤디(이탈리아어: Rotondi)는 이탈리아 캄파니아주 아벨리노도의 코무네다.